# Blue Cave
Blue Cave (Mavi Mağara) è un film del 2024 diretto da Altan Dönmez.

## Trama
Cem, ufficiale della Marina, intraprende un viaggio verso la Grotta Azzurra, sito archeologico preferito dalla donna della sua vita, per sentirsi più vicino a lei. Lì sarà immerso nei ricordi del loro amore, le difficoltà che hanno dovuto superare, la loro passione ma anche il dolore. Sarà un viaggio ricco di scoperte.

## Distribuzione
Il film è stato distribuito sulla piattaforma Amazon Prime Video il 23 ottobre 2024.